# نیکو جیکوبز
نیکو جیکوبز (انگلیسی: Nico Jacobs؛ زادهٔ ۲۶ ژانویهٔ ۱۹۸۱) کشتی‌گیر اهل نامیبیا استبود.